# Urszula Palińska
Urszula Palińska – polska samorządowiec, była prezydent Włocławka (1990–1994).

## Życiorys
Córka Jana. 20 czerwca 1990 r. wybrana na prezydenta przez Radę Miasta, z Klubu Obywatelskiego „Solidarność". W historii powojennego Włocławka była pierwszym prezydentem wybranym w całkowicie wolnych wyborach.
W 1998 odznaczona Srebrnym Krzyżem Zasługi.